# Liste der Kulturdenkmäler in Gedern
Die folgende Liste enthält die in der Denkmaltopographie ausgewiesenen Kulturdenkmäler auf dem Gebiet  der  Stadt Gedern, Wetteraukreis, Hessen.
Hinweis: Die Reihenfolge der Denkmäler in dieser Liste orientiert sich zunächst an Stadtteilen und anschließend der Anschrift, alternativ ist sie auch nach der Bezeichnung, der vom Landesamt für Denkmalpflege vergebenen Nummer oder der Bauzeit sortierbar.
Kulturdenkmäler werden fortlaufend im Denkmalverzeichnis des Landes Hessen durch das Landesamt für Denkmalpflege Hessen auf Basis des Hessischen Denkmalschutzgesetzes (HDSchG) geführt. Die Schutzwürdigkeit eines Kulturdenkmals hängt nicht von der Eintragung in das Denkmalverzeichnis des Landes Hessen oder der Veröffentlichung in der Denkmaltopographie ab.

## Gedern
| Bild                                                   | Bezeichnung                                            | Lage | Beschreibung           | Bauzeit  | Objekt-Nr. |
| ------------------------------------------------------ | ------------------------------------------------------ | --- | ---------------------- | -------- | ---------- |
| Bild gesucht BW                                        | Gesamtanlage                                           | Gesamtanlage Lauterbacher Straße Lage |                        |          | 2638 DDB   |
| Gesamtanlage                                           | Gesamtanlage                                           | Gesamtanlage Schlossberg Lage |                        |          | 2638 DDB   |
| Rathaus                                                | Rathaus                                                | Frankfurter Straße 1 LageFlur: 1, Flurstück: 1434/1 |                        | 1885     | 2639 DDB   |
|                                                        |                                                        | Frankfurter Straße 13 LageFlur: 1, Flurstück: 1445/3 |                        |          | 2640 DDB   |
| Alter Jüdischer Friedhof                               | Alter Jüdischer Friedhof                               | Hinter dem Zanthiersgarten LageFlur: 12, Flurstück: 78 |                        | vor 1723 | 195981 DDB |
| Bild gesucht BW                                        | Sachteil Tür                                           | Hinter den Berghäusern 1 LageFlur: 12, Flurstück: 78 |                        |          | 2642 DDB   |
| Bild gesucht BW                                        | Neuer Jüdischer Friedhof                               | Judenkirchhof LageFlur: 14, Flurstück: 28 |                        |          | 195982 DDB |
| weitere Bilder                                         | Evangelische Pfarrkirche                               | Lauterbacher Straße 1 LageFlur: 1, Flurstück: 825/6 |                        |          | 2643 DDB   |
| Bild gesucht BW                                        | Ehemalige Synagoge                                     | Lauterbacher Straße 14 LageFlur: 1, Flurstück: 1373/2 |                        | 1866     | 780598 DDB |
|                                                        |                                                        | Mühlstraße 3/5 LageFlur: 1, Flurstück: 859/2, 880/5 |                        |          | 2644 DDB   |
|                                                        |                                                        | Ober-Seemer Straße 5 LageFlur: 1, Flurstück: 641/2 |                        |          | 2645 DDB   |
|                                                        |                                                        | Ober-Seemer Straße 6 LageFlur: 1, Flurstück: 666/4 |                        |          | 2646 DDB   |
| Ehemaliges Fischhaus                                   | Ehemaliges Fischhaus                                   | Ober-Seemer Straße 11, Mühlgraben (k.fl.Gew.III) LageFlur: 1, Flurstück: 1657/182, 1657/183, 628/4, 636/4                                                                                                   |                        |          | 2647 DDB   |
| Eisenbahnbrücke                                        | Eisenbahnbrücke                                        | Otto-Müller-Straße LageFlur: 5, Flurstück: 19/1 |                        | 1905     | 184870 DDB |
| Geburtshaus Friedrich Eduard von Fransecky und Denkmal | Geburtshaus Friedrich Eduard von Fransecky und Denkmal | Schloßberg 2 LageFlur: 13, Flurstück: 60/3 |                        |          | 2648 DDB   |
|                                                        |                                                        | Schloßberg 3 LageFlur: 13, Flurstück: 59/1 |                        |          | 2649 DDB   |
|                                                        |                                                        | Schloßberg 6/8 LageFlur: 13, Flurstück: 62/2, 63 |                        |          | 2650 DDB   |
| weitere Bilder                                         | Schloss                                                | Schloßberg 9, Auf der obersten Bleiche, Mühlstraße 28, Schlossberg, Schlossberg 3/7/9/11, Schloßgraben, Ober-Seemer Straße 5 LageFlur: 1, Flurstück: 1657/20, 508/5, 639/2, 640, 641/2, 641/4, 641/5, 682/4 |                        |          | 2651 DDB   |
| Rentamt                                                | Rentamt                                                | Schloßberg 11 LageFlur: 1, Flurstück: 641/4 | Teil der Schlossanlage | 1710     | 2651       |
|                                                        |                                                        | Schloßberg 10 LageFlur: 13, Flurstück: 64 |                        |          | 2652 DDB   |
|                                                        |                                                        | Schloßberg 15 LageFlur: 1, Flurstück: 671 |                        |          | 2653 DDB   |
| Bild gesucht BW                                        | Sachteil Tür                                           | Schloßberg 24 LageFlur: 13, Flurstück: 71 |                        |          | 2654 DDB   |
| Bild gesucht BW                                        | Ehemaliger Prinzenbau                                  | Schloßberg 38 LageFlur: 1, Flurstück: 684/9 |                        |          | 195984 DDB |
| Gefallenendenkmal                                      | Gefallenendenkmal                                      | Schloßberg (bei Nr. 10) LageFlur: 1, Flurstück: 693/1 |                        |          | 2655 DDB   |

## Mittel-Seemen
| Bild                     | Bezeichnung              | Lage                                                                  | Beschreibung      | Bauzeit               | Objekt-Nr. |
| ------------------------ | ------------------------ | --------------------------------------------------------------------- | ----------------- | --------------------- | ---------- |
| Bild gesucht BW          | Gesamtanlage             | Gesamtanlage Mittel-Seemen Lage                                       |                   |                       | 784120 DDB |
| Bild gesucht BW          | Fachwerkwohnhaus         | Büdinger Straße 2 LageFlur: 1, Flurstück: 92                          |                   | Mitte 18. Jahrhundert | 2658 DDB   |
| Evangelische Pfarrkirche | Evangelische Pfarrkirche | Büdinger Straße 12 LageFlur: 1, Flurstück: 100                        |                   | 13. Jahrhundert       | 2660 DDB   |
| Bild gesucht BW          | Einhaushof               | Hoherodskopfstraße 18 LageFlur: 1, Flurstück: 83                      |                   |                       | 2661 DDB   |
| Seemenbachbrücke         | Seemenbachbrücke         | Seemenbach (hinter Seemenbachstraße 15/17) LageFlur: 1, Flurstück: 57 | Historischer Steg | 18. Jahrhundert       | 2662 DDB   |

## Nieder-Seemen
| Bild           | Bezeichnung         | Lage                                                       | Beschreibung | Bauzeit | Objekt-Nr. |
| -------------- | ------------------- | ---------------------------------------------------------- | ------------ | ------- | ---------- |
| weitere Bilder | Evangelische Kirche | Kirchstraße 13, Kirchstraße LageFlur: 1, Flurstück: 13, 14 |              | Um 1500 | 2664 DDB   |

## Ober-Seemen
| Bild               | Bezeichnung              | Lage                                                  | Beschreibung                                                   | Bauzeit         | Objekt-Nr. |
| ------------------ | ------------------------ | ----------------------------------------------------- | -------------------------------------------------------------- | --------------- | ---------- |
| Bild gesucht BW    | Zehntscheune             | Am Römer 5 LageFlur: 4, Flurstück: 96/1               |                                                                | 18. Jahrhundert | 2666 DDB   |
| Bild gesucht BW    | Gefallenendenkmal        | Friedhofstraße LageFlur: 3, Flurstück: 91             |                                                                |                 | 963582 DDB |
| Jüdischer Friedhof | Jüdischer Friedhof       | Hinter der Kirche LageFlur: 3, Flurstück: 35          | Jüdischer Friedhof, Kulturdenkmal aus geschichtlichen Gründen. | Um 1760         | 2665 DDB   |
| Bild gesucht BW    | Backhaus                 | Mittelgasse, Seemenbach LageFlur: 5, Flurstück: 3, 83 |                                                                | 1906            | 963577 DDB |
| weitere Bilder     | Evangelische Pfarrkirche | Mittelgasse 7 LageFlur: 3, Flurstück: 96              |                                                                | 18. Jahrhundert | 2667 DDB   |
| Bild gesucht BW    | Fachwerkwohnhaus         | Mittelgasse 9 LageFlur: 3, Flurstück: 98              |                                                                | Um 1740         | 2668 DDB   |
| weitere Bilder     | Ehemalige Synagoge       | Mittel-Seemer Straße 4 LageFlur: 5, Flurstück: 16     |                                                                | 1901            | 2669 DDB   |

## Steinberg
| Bild            | Bezeichnung                                                           | Lage                                                 | Beschreibung | Bauzeit | Objekt-Nr. |
| --------------- | --------------------------------------------------------------------- | ---------------------------------------------------- | ------------ | ------- | ---------- |
| Bild gesucht BW | Gedenkstein für die Ermordeten des Arbeitserziehungslagers Hirzenhain | In den Wirtsäckerwiesen LageFlur: 3, Flurstück: 19/3 |              |         | 963169 DDB |

## Wenings
| Bild                                | Bezeichnung                                  | Lage | Beschreibung                                                   | Bauzeit                                                                                | Objekt-Nr. |
| ----------------------------------- | -------------------------------------------- | --- | -------------------------------------------------------------- | -------------------------------------------------------------------------------------- | ---------- |
| Bild gesucht BW                     | Gesamtanlage                                 | Gesamtanlage Wenings Lage |                                                                |                                                                                        | 602671 DDB |
| weitere Bilder                      | Schloss                                      | Amthofstraße 4 LageFlur: 1, Flurstück: 181/7                                                                                           | Befestigter Herrensitz der Herren von Ysenburg-Birstein.       | 16. Jahrhundert                                                                        | 2673 DDB   |
| weitere Bilder                      | Ehemalige Synagoge, heute katholische Kirche | Amthofstraße 5 LageFlur: 1, Flurstück: 171/2                                                                                           |                                                                | 1875                                                                                   | 2674 DDB   |
| Fachwerkwohnhaus                    | Fachwerkwohnhaus                             | Burgstraße 3 LageFlur: 1, Flurstück: 51                                                                                                |                                                                | Mitte 18. Jahrhundert                                                                  | 2675 DDB   |
| weitere Bilder                      | Evangelische Pfarrkirche                     | Burgstraße 4 LageFlur: 1, Flurstück: 60/3                                                                                              |                                                                | 1357 Ursprung, Mitte 15. Jahrhundert Chor, 1748 Saalbau von Benedikt Kößler errichtet. | 2676 DDB   |
| weitere Bilder                      | Ehemalig Ysenburg-Birsteiner Hof             | Burgstraße 7, Burgstraße, Burgstraße 9 LageFlur: 1, Flurstück: 6/5, 7/4, 7/5                                                           |                                                                | 1537 Schlussstein                                                                      | 2677 DDB   |
| Hakenförmige Hofreite               | Hakenförmige Hofreite                        | Hintergasse 2 LageFlur: 1, Flurstück: 122/4                                                                                            |                                                                | 17. Jahrhundert                                                                        | 2678 DDB   |
| Bild gesucht BW                     | Befestigungsanlage                           | Hintergasse 4, Am Sportfeld, Amthofstraße 1, Hintergasse 2, Hintergasse 6 LageFlur: 1, Flurstück: 118/1, 119/1, 121, 122/4, 122/5, 175 | Reste der Stadtmauer und eines Befestigungsturms               |                                                                                        | 2672 DDB   |
| Fachwerkwohnhaus, Hintergasse 8     | Fachwerkwohnhaus                             | Hintergasse 8 LageFlur: 1, Flurstück: 131/2                                                                                            |                                                                | 18. Jahrhundert                                                                        | 2680 DDB   |
| Fachwerkwohnhaus, Hintergasse 10/12 | Fachwerkwohnhaus                             | Hintergasse 10/12 LageFlur: 1, Flurstück: 134, 135/2                                                                                   |                                                                | Um 1675                                                                                | 2681 DDB   |
| Altes Rathaus                       | Altes Rathaus                                | Im Tal 2 LageFlur: 1, Flurstück: 46 |                                                                | Um 1800                                                                                | 2682 DDB   |
| Fachwerkwohnhaus, Im Tal 12         | Fachwerkwohnhaus                             | Im Tal 12 LageFlur: 1, Flurstück: 8 |                                                                | Nach 1850                                                                              | 2683 DDB   |
| Brauhaus                            | „Brauhaus“                                   | Im Tal 14 LageFlur: 1, Flurstück: 9/1                                                                                                  |                                                                | Vor 1450                                                                               | 2684 DDB   |
| Bild gesucht BW                     | Jüdischer Friedhof                           | Ober der Stadt (Steingasse) LageFlur: 2, Flurstück: 86                                                                                 | Jüdischer Friedhof, Kulturdenkmal aus geschichtlichen Gründen. |                                                                                        | 195983 DDB |
| Fachwerkwohnhaus, Obertorstraße 6   | Fachwerkwohnhaus                             | Obertorstraße 6 LageFlur: 1, Flurstück: 67/3                                                                                           |                                                                | Vor 1750                                                                               | 2685 DDB   |
| Fachwerkwohnhaus, Obertorstraße 7   | Fachwerkwohnhaus                             | Obertorstraße 7 LageFlur: 1, Flurstück: 59/2                                                                                           |                                                                | Nach 1775                                                                              | 2686 DDB   |
| Fachwerkwohnhaus, Obertorstraße 8   | Fachwerkwohnhaus                             | Obertorstraße 8 LageFlur: 1, Flurstück: 66                                                                                             |                                                                | Nach 1775                                                                              | 2687 DDB   |
| Bild gesucht BW                     | Backhaus                                     | Obertorstraße 11 LageFlur: 1, Flurstück: 56                                                                                            |                                                                |                                                                                        | 963596 DDB |
| Tagelöhnerhaus, Sackgasse 2         | Tagelöhnerhaus                               | Sackgasse 2 LageFlur: 1, Flurstück: 100/3                                                                                              |                                                                | Um 1800                                                                                | 2688 DDB   |
| Fachwerkwohnhaus, Untertorstraße 1  | Fachwerkwohnhaus                             | Untertorstraße 1 LageFlur: 1, Flurstück: 101/1                                                                                         |                                                                | Um 1700                                                                                | 2689 DDB   |
| Pfarrhaus                           | Pfarrhaus                                    | Untertorstraße 11 LageFlur: 1, Flurstück: 111/3                                                                                        | Großvolumiges, verschindeltes Fachwerkhaus.                    | Um 1800                                                                                | 2690 DDB   |
| Schule                              | Schule                                       | Untertorstraße 21 LageFlur: 1, Flurstück: 124/1                                                                                        | Mehrachsiger Klinkerbau.                                       | Um 1890                                                                                | 2691 DDB   |
| Bild gesucht BW                     | Ruine der Marienkirche                       | Werningser Grund, Wernings 1 LageFlur: 25, Flurstück: 56, 57/3                                                                         | Historischer Rest der alten Weninger Kirche.                   |                                                                                        | 195985 DDB |